# Пашин, Сергей Тимофеевич
Сергей Тимофеевич Пашин (род. 11 июня 1946 года, п. Приютово Ермекеевского района БАССР (сейчас — Белебеевский район РБ)) — советский российский хозяйственный деятель, горный инженер, экономист. Доктор экономических наук (2001), профессор (2005). Заслуженный нефтяник РБ (2004), почётный работник топливно-энергетического комплекса РФ (2000), почётный строитель РФ (2001).
Бывший руководитель Ямбурггаздобыча (1984—1987), Вьетсовпетро.
Депутат Государственного Собрания — Курултая Республики Башкортостан  3-го,  4-го созывов.

## Образование
Уфимский нефтяной институт УНИ (1975).

## Основные вехи трудовой биографии
С 1968 — в НГДУ «Аксаковнефть» (с 1971 начальник участка), с 1972 — в Тюменской области: с 1982 зам. ген. дир. ПО «Уренгойгазпром», с 1984 гендиректор «Ямбурггаздобыча»; с 1987 заместитель генерального директора НПО «Союзнефтеотдача» (Уфа). С 1994 заместитель генерального директора АО «Ишимбайнефть», с 2003 генеральный директор ООО «Газпром трансгаз Уфа». С 1991 заместитель директора СП «Вьетсовпетро» (Вьетнам), с 1995 исполнительный директор АО «Топэнерджи» (Болгария).

## Научная деятельность
Автор свыше 70 научных трудов и 4 изобретений, посвящённые экологическим и экономическим проблемам в нефтегазовой промышленности. При участии Пашина созданы и внедрены технологии и технические средства повышения нефтегазоотдачи пластов; концепция «управляемого риска» (не подтвердила эффективность).

## Награды
Награждён орденом Трудового Красного Знамени (1986), «Знак Почёта» (1980), Дружбы (2007).